# Region Przemysłowy Keihin
Region Przemysłowy Keihin (jap. 京浜工業地帯 Keihin Kōgyō Chitai; dosł. Pas Przemysłowy Keihin) – największy i najsilniej zurbanizowany okręg przemysłowy w Japonii.
Rozciąga się w głąb lądu od wybrzeża Zatoki Tokijskiej, obejmując Tokio, Kawasaki i Jokohamę w centrum. W szerokim znaczeniu obejmuje on także strefę przemysłową Keiyō na wschodzie, obszar śródlądowy w zachodniej części prefektury Kanagawa, obszar Musashino oraz obszar przemysłowy w południowej części prefektury Saitama.
Jest to jeden z najludniejszych regionów metropolitalnych świata (ponad 30 mln ludzi). Wytwarza ok. 30% krajowej produkcji przemysłowej. Znajdują się tam ośrodki przemysłów: maszynowego, samochodowego, stoczniowego, chemicznego i elektronicznego. Region posiada dobrze zorganizowany system komunikacji i transportu.

## Historia
W okresie Edo (1603–1868), liczące ponad milion mieszkańców miasto Edo, produkowało rękodzielnicze dobra konsumpcyjne do codziennego użytku dla tej ogromnej populacji konsumentów. Stało się to podstawą rozwoju nowoczesnego przemysłu w okresie Meiji (1868–1912). W ramach historycznych reform ustrojowych, gospodarczych i społecznych władze tworzyły także nowoczesny przemysł. W 1880 roku przyjęto politykę, zgodnie z którą większość rządowych fabryk sprzedawano sektorowi prywatnemu.
Wojny chińsko-japońska i rosyjsko-japońska doprowadziły do dalszego, szybkiego rozwoju gospodarczego i powstania obszarów przemysłowych. Wykorzystano nowe lokalizacje w Tokio oraz rozpoczęto budowę przybrzeżnego obszaru przemysłowego pomiędzy Kawasaki i Jokohamą w pierwszych latach okresu Taishō (1912–1926).
Po II wojnie światowej stolica Tokio rozwinęła się na wielką skalę, tworząc ogromny rynek, ale powodując zanieczyszczenie wód i powietrza spowodowane nadmierną koncentracją przemysłu. Władze podjęły walkę z tym problemem, doprowadzając w następnych latach do poprawy sytuacji.

## Galeria

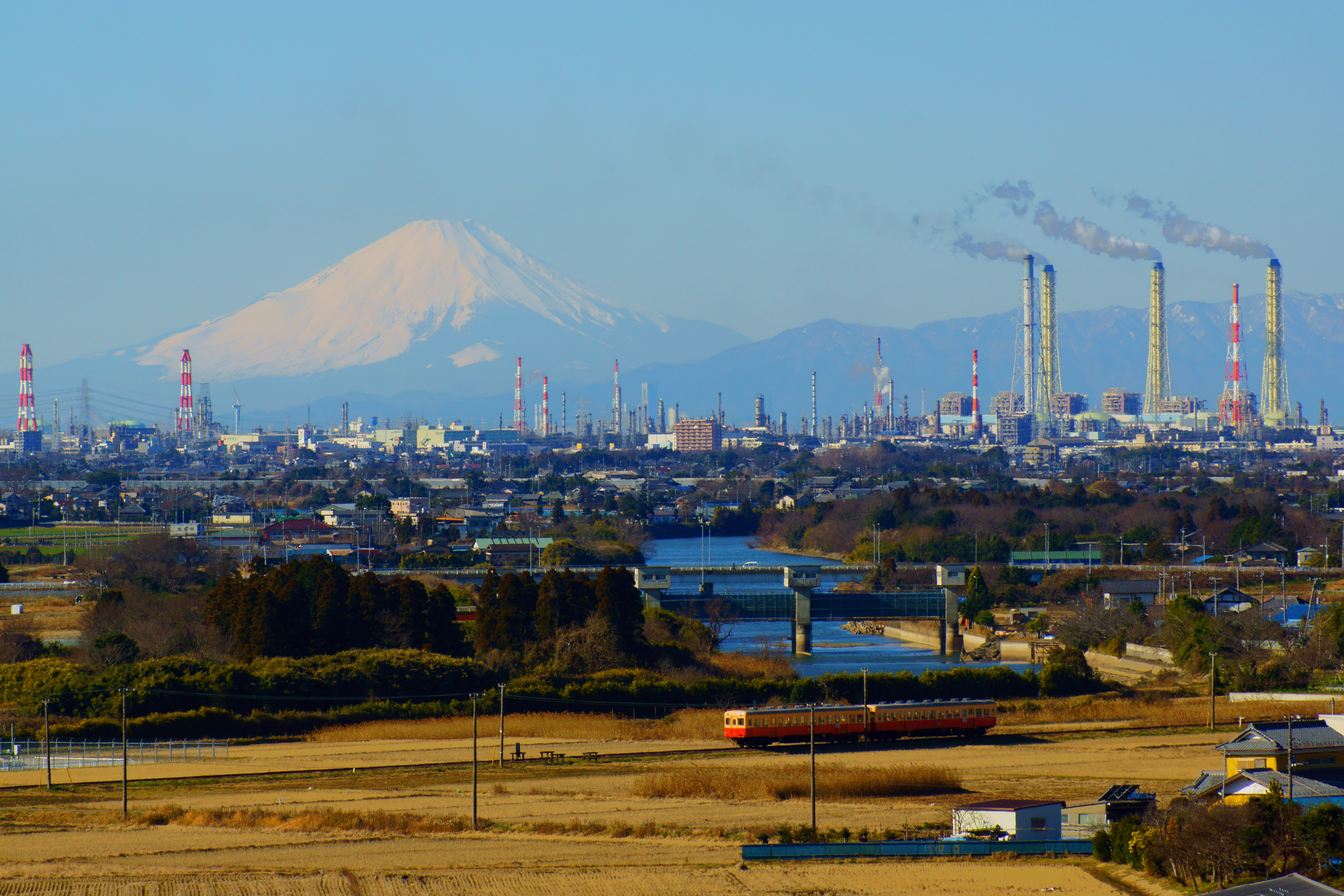
Kompleks petrochemiczny Keiyō na tle góry Fudżi
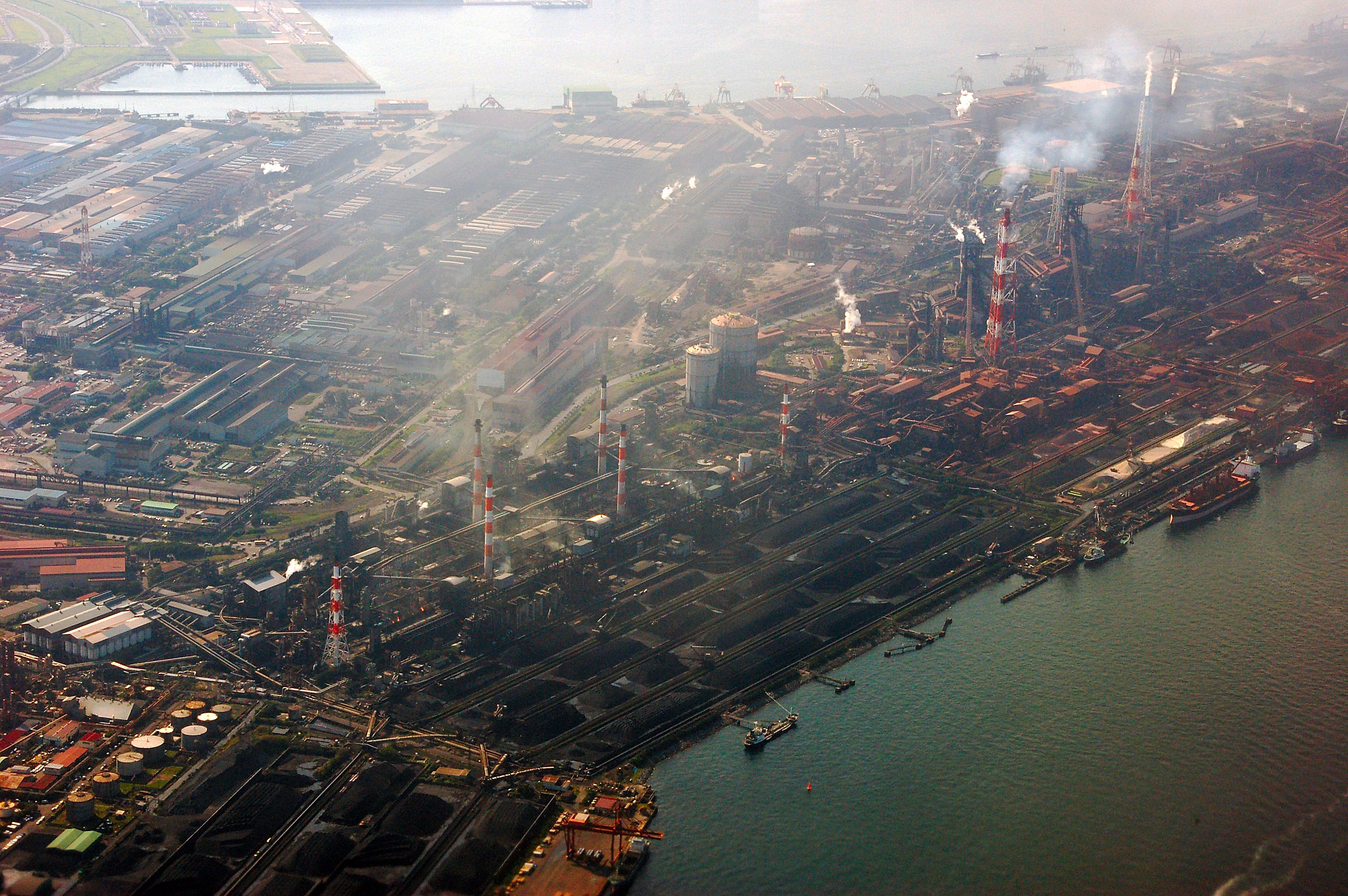
Fragment regionu Keihin: elektrownia w Kawasaki
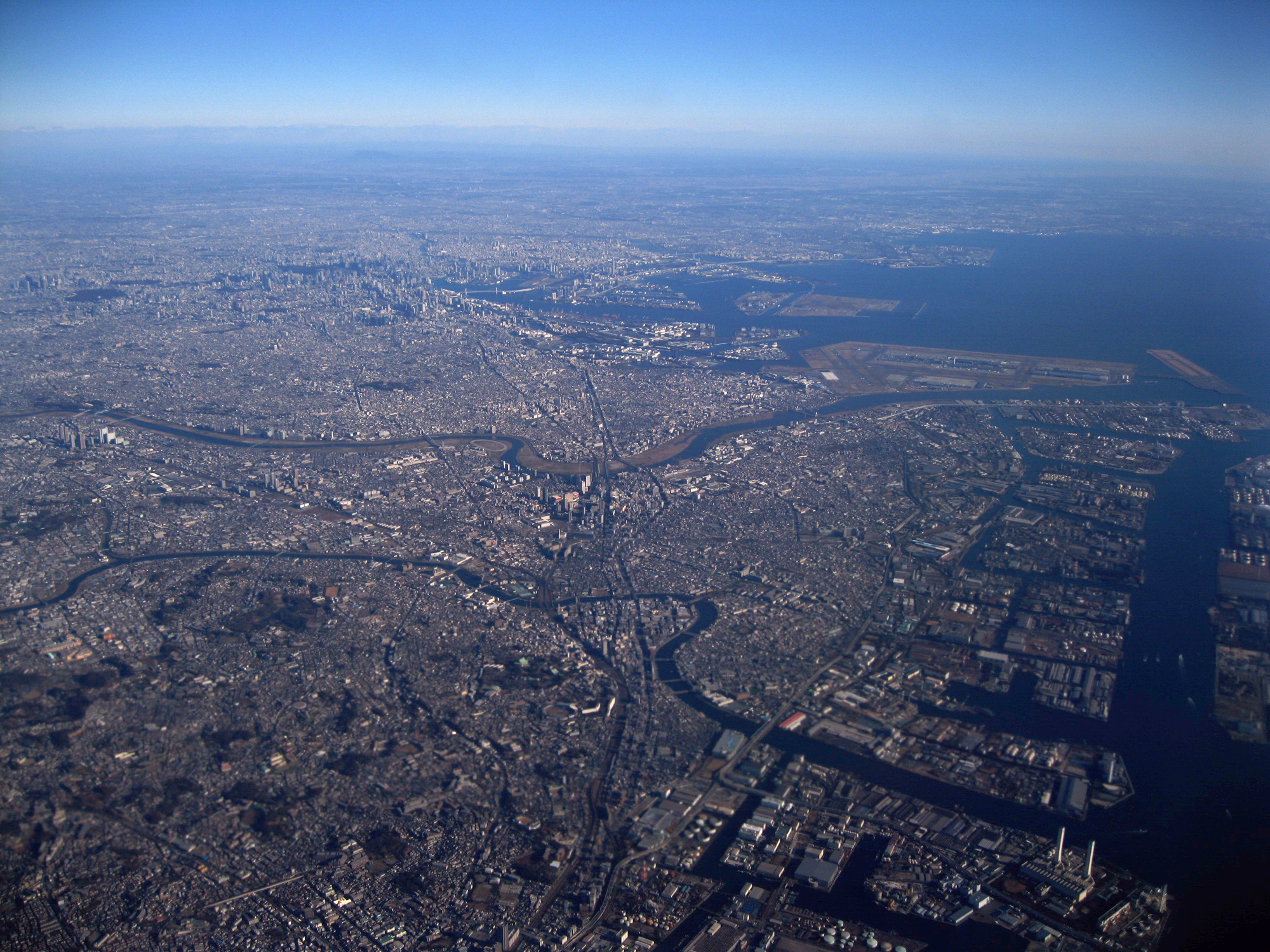
Tokio i Kawasaki
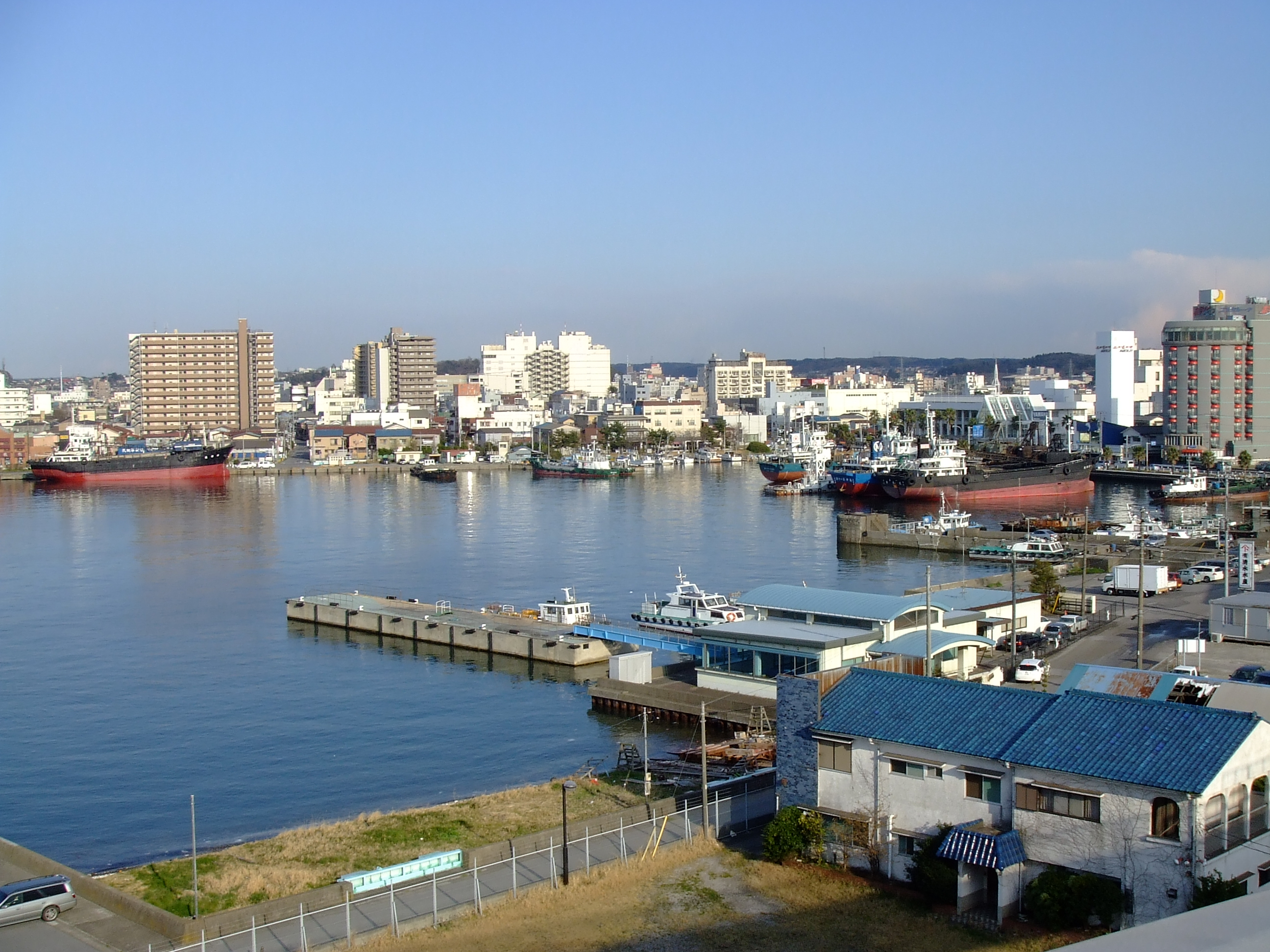
Port Kisarazu